# Traité d'Aix-la-Chapelle (2019)
Pour les articles homonymes, voir traité d'Aix-la-Chapelle.
 Voir le traité sur Wikisource
Le traité sur la coopération et l'intégration franco-allemandes, connu sous le nom de traité d'Aix-la-Chapelle, est un traité bilatéral entre la République fédérale d'Allemagne et la République française, signé le 22 janvier 2019 à Aix-la-Chapelle par la chancelière fédérale Angela Merkel et le président de la République Emmanuel Macron.
Il reprend et « complète » le traité de l'Élysée signé 56 ans plus tôt entre le président Charles de Gaulle et le chancelier Konrad Adenauer. 
Il préconise un approfondissement dans l'ancrage européen et la solidarité européenne, le rapprochement des politiques économiques, diplomatiques et de défense des deux pays, une coopération écologique, l'encouragement de l'apprentissage de la langue et de la culture du voisin, ainsi qu'un renforcement de la coopération transfrontalière.

## Contexte

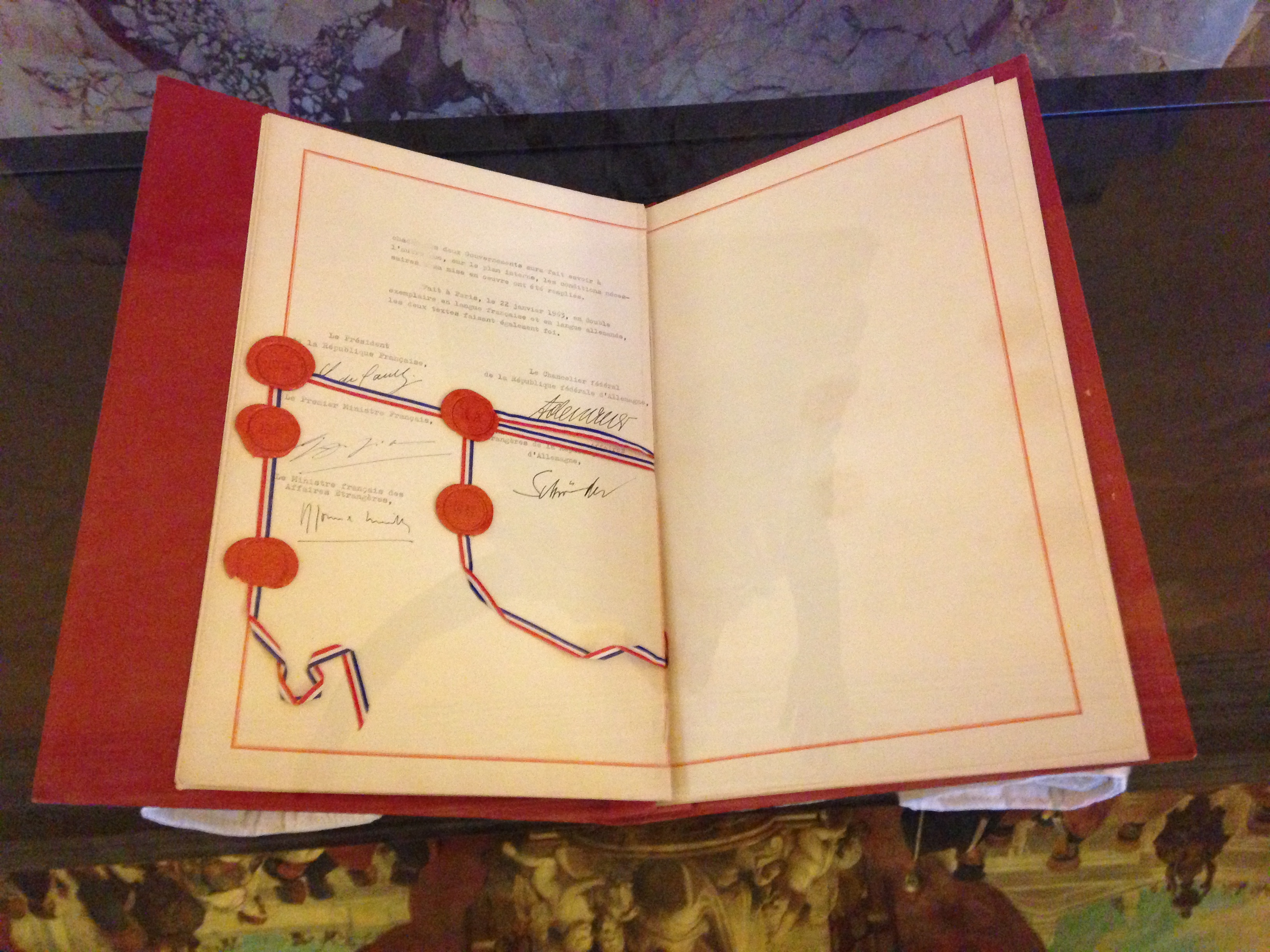
Le traité de l'Élysée, exposé à l'Assemblée nationale.

Le 22 janvier 1963, le président de la République française, Charles de Gaulle, et le chancelier de la République fédérale d'Allemagne, Konrad Adenauer, signent le traité de l'Élysée, un texte symbolique visant à sceller l'amitié franco-allemande après des décennies d'affrontement.
Le 26 septembre 2017, à l'occasion de son discours à la Sorbonne, le président français, Emmanuel Macron, informe de la signature prochaine d'un nouveau traité franco-allemand. Celui-ci est pensé comme un approfondissement : « Le traité de 1963 a été un traité de réconciliation. Aujourd'hui, il s'agit d'un traité de convergence ».
Le 22 janvier 2019, 56 ans jour pour jour après l'accord de l'Élysée, le président Macron et la chancelière Angela Merkel signent le nouveau traité, baptisé « traité sur la coopération et l'intégration franco-allemandes ».

## Contenu

### Politique et défense
Au niveau bilatéral, plusieurs dispositions visent à renforcer la collaboration ministérielle et parlementaire.
Sur le plan diplomatique, l'admission de l'Allemagne comme membre permanent du conseil de sécurité des Nations unies est présentée comme « une priorité de la diplomatie franco-allemande ». Il est également question d'une plus grande coordination des politiques étrangères respectives.
En matière de défense, les deux pays réaffirment leurs engagements d'entraide prévus par l'OTAN. Ils s'engagent aussi à renforcer leur coopération militaire, notamment en déployant des moyens communs lors d'attaques terroristes et en s'associant dans le développement des programmes de défense.

### Économie et écologie
Le traité instaure un « Conseil franco-allemand d'experts économiques », chargé de faire des recommandations sur la politique économique à mener entre les deux pays. L'objectif est, à terme, d'« instituer une zone économique franco-allemande dotée de règles communes », notamment concernant le droit des affaires.
La France et l'Allemagne prévoient également des « projets conjoints » pour développer les énergies renouvelables et favoriser l'« efficacité énergétique ».
La coopération concerne aussi le secteur spatial, notamment autour d'un programme en trois points : la promotion d’une stratégie commune pour une Europe plus innovante au sein de la nouvelle économie spatiale ; une coopération permettant d’accroître la compétitivité de l’industrie spatiale ; et la consolidation de l’accès autonome de l’Europe à l’espace. Ce sont notamment des investissements en recherche et développement, la rationalisation industrielle et la préférence accordée aux lanceurs européens qui vont permettre de réaliser ce programme.

### Culture, enseignement, recherche et mobilité
Dans le chapitre 3 du traité, les deux États reconnaissent le rôle décisif que jouent la culture et les médias dans le renforcement de l'amitié franco-allemande. Pour cela, le traité prévoit notamment de développer les programmes d'échange entre jeunes et de favoriser le rapprochement des systèmes éducatifs. La création de quatre instituts culturels franco-allemands, à Rio de Janeiro, Palerme, Erbil et Bichkek, est annoncée.
Les deux États s'engagent à promouvoir l'enseignement de la langue du partenaire, à rapprocher les systèmes d'enseignement professionnels et les diplômes délivrés (article 10). Ils comptent poursuivre le développement de l’Université franco-allemande et encouragent les universités françaises et allemandes à participer à des réseaux d’universités européennes (article 11).
Les deux États sont attachés à l’objectif du bilinguisme dans les territoires frontaliers et accordent leur soutien aux collectivités frontalières afin d’élaborer et de mettre en œuvre des stratégies appropriées (chapitre 4, art. 15).
Dans l'article 12 les deux États décident de la création d'un « Fonds citoyen commun destiné à encourager et à soutenir les initiatives de citoyens et les jumelages entre villes dans le but de rapprocher encore leurs deux peuples ». De cet article naîtra en avril 2020 le Fonds citoyen franco-allemand.

### Coopération régionale et transfrontalière
Les deux États reconnaissent l’importance de la coopération transfrontalière entre les deux pays, notamment le rôle essentiel des collectivités territoriales et des acteurs locaux. Ils entendent faciliter l’élimination des obstacles administratifs dans les territoires frontaliers et simplifier la vie quotidienne de leurs habitants en encourageant des projets transfrontaliers, notamment par la création d'Eurodistricts ou en dotant ceux qui existent de compétences appropriées. Ces « entités transfrontalières » devraient bénéficier de « ressources dédiées », et de « procédures accélérées » permettant de surmonter les obstacles à la réalisation de projets transfrontaliers (chapitre 4, art. 13).
Les États faciliteront la mobilité sur la frontière franco-allemande, par l'amélioration des liaisons ferroviaires et routières.
Christophe Arend, député LREM de la Moselle, insiste sur les avantages concrets de cette disposition : « Ça fait 5 ans que ça existe dans le domaine de la cardiologie. Un Forbachois qui fait un infarctus du myocarde peut être pris en charge dans les 15 minutes qui suivent à Völklingen, en Allemagne. S'il devait se rendre à Metz, cela prendrait minimum 45 minutes. On a augmenté notre taux de survie à 93 % dans cette discipline. Et ceci va être étendu à la neurochirurgie, à la médecine nucléaire, à la réadaptation fonctionnelle et aux soins de suite ».
Un comité franco-allemand de Coopération transfrontalière (CCT) est institué (chapitre 4, art. 14).

## Réactions

### Presse et médias
Dès l'annonce de la signature du traité, de nombreux textes, articles de journaux des deux pays traitent du sujet, en louant ou critiquant tel ou tel aspect. Mais en France, une polémique intense et virulente voit le jour, marquée par la désinformation et le rejet ; elle est relayée par certains réseaux sociaux et prend une telle intensité qu'elle conduit le gouvernement et de nombreux élus du pays à réagir par des démentis et des explications de texte.

### Contestations politiques
À la droite de l'échiquier politique, Damien Lempereur, porte-parole de Debout la France, décrit sur Twitter le traité comme une « humiliation diplomatique française ».
A gauche, Jean-Luc Mélenchon critique le traité en exprimant son opposition, au nom du groupe parlementaire de la France insoumise, considérant que le traité approfondit une homogénéisation sociale avec l'Allemagne, alors que le pays a des standards sociaux plus faibles que ceux de la France.
La phrase du traité stipulant que la France et l'Allemagne « se prêtent aide et assistance par tous les moyens dont ils disposent, y compris la force armée, en cas d'agression armée contre leurs territoires » est interprétée par plusieurs groupes politiques, dont le Rassemblement national et La France insoumise, comme un partage implicite de l'arme nucléaire française au profit de l'Allemagne. A l'Assemblée nationale, plusieurs questions au gouvernement dénoncent,ou interrogent cette hypothèse.
François Asselineau publie une vidéo d'une heure et demi analysant l'ensemble des articles du traité et concluant à « un crime de haute trahison », analyse que Coralie Delaume estime être « la plus aboutie ».

### Désinformation
En France, beaucoup de fausses informations circulent au moment de la signature du traité. Celles-ci sont relayées par des opposants au président Emmanuel Macron, notamment à l'extrême droite, à l'extrême gauche et parmi le mouvement des Gilets jaunes, à l'image de la désinformation ayant eu lieu un mois plus tôt, en décembre 2018, lors de la signature du pacte de Marrakech. Ainsi, le 16 janvier 2019, Marine Le Pen affirme que la France va partager son siège permanent au Conseil de sécurité des Nations unies avec l'Allemagne. Plusieurs articles et interviews de militants pour la plupart situées sur les extrêmes de l'échiquier politique, évoquent une ré-annexion de l'Alsace-Moselle  Quelques jours plus tôt, Bernard Monot, député européen membre de Debout la France, avait affirmé dans une vidéo — depuis supprimée — que ce traité conduit à « livrer l'Alsace et la Lorraine à une puissance étrangère » et que, dans ces régions, la « langue administrative [deviendra] l'allemand ».
Ces déclarations, infondées au regard du contenu du traité, sont largement démenties,,,,. Emmanuel Macron, s'exprimant le jour de la signature du traité, déclare : « Ceux qui oublient la valeur de la réconciliation franco-allemande se rendent complices de crimes du passé, ceux qui caricaturent ou répandent le mensonge font mal aux peuples qu'ils prétendent défendre en faisant bégayer nos Histoires ».